# Aksel Rykkvin
Aksel Johannes Skramstad Rykkvin (né le 11 avril 2003 à Oslo) est un chanteur norvégien.

## Biographie
Aksel Rykkvin devient célèbre comme garçon soprano dans un répertoire baroque (arias) et enregistre deux albums chez Signum Records (en) avec un accompagnement orchestral. Les critiques soulignent le timbre fin de sa voix, et sa musicalité instinctive,,.
Après la mue de sa voix, il commence à se produire en tant que baryton.

## Discographie
- 2016 : Aksel! - Arias by Bach, Handel & Mozart[5]
- 2018 : Light Divine[6]